# Blohm & Voss P 213
BV P.213 — проект истребителя, разработанный немецкой авиастроительной компанией Blohm und Voss .

## Разработка
BV P.213 представлял собой проект так называемого «Miniaturjäger» (миниатюрного истребителя) программы Jägernotprogramm в конце Второй мировой войны. Эти истребители имели простую конструкцию, могли быть построены быстро и использовали как можно меньше стратегических материалов. В ноябре 1944 года RLM выпустило спецификацию на разработку «Miniaturjäger». Пришлось использовать импульсный реактивный двигатель Argus Ar 014. Устройство должно было быть произведено в больших количествах в короткие сроки. Три производителя представили свои проекты.
Фюзеляж самолета был изготовлен из броневой листовой стали. Топливный бак размещался за кабиной в фюзеляже. Это могло вместить 420 л. Самолет не был оборудован средствами связи. Крылья располагались высоко относительно борта фюзеляжа. Они были сделаны из дерева. Крылья были прямыми по передней кромке, но имели небольшую стрелку вперед сзади.
Двигатель располагался под хвостовой балкой. Двигатель крепился к фюзеляжу через резиновую трубку. Воздухозаборник располагался в носовой части фюзеляжа и проходил под кабиной. Импульсный реактивный двигатель может выполнять свою работу только после достижения определенной скорости, а это означало, что во время взлета приходилось использовать катапульту или сбрасываемые твердотопливные ракеты .
Хвостовая часть была деревянной. Руля направления не было, и рули высоты были направлены вниз. Было установлено переднее шасси. После поворота на 90 градусов передняя стойка убиралась назад в нижнюю часть фюзеляжа, а основные стойки шасси убирались вперед в нижнюю часть фюзеляжа. Все это управлялось воздухом. Вооружение будет состоять из 30-мм пушки МК108, установленной в носовой части фюзеляжа.
По расчетам, характеристики P.213 были меньшими, чем у существующих истребителей, поэтому проект не получил дальнейшего развития и был отменен. Идея создания «Miniaturjäger» была полностью отменена в декабре 1944 года.

## Технические характеристики
- Размах крыльев : 6 м.
- Длина : 6,20 м.
- Высота : 2,28 м.
- Площадь крыла: 5 м².